# Kyouryuu Sentai Zyuranger
Kyouryuu Sentai Zyuranger (恐竜戦隊ジュウレンジャー, Kyōryū Sentai Jūrenjā, vertaalt als Dinosaur Squadron Zyuranger) is de zestiende Sentai serie geproduceerd door Toei. De serie werd van 21 februari 1992 tot 12 februari 1993 uitgezonden en bestond uit 50 afleveringen. De serie diende als basis voor het eerste seizoen van Mighty Morphin Power Rangers, de serie volgde Choujin Sentai Jetman op.

## Verhaallijn
170.000.000 jaar geleden leefden vijf koninkrijken van een oud ras van mensen samen met de dinosaurussen onder bescherming van de dino-goden genaamd de Shōgozyu. Aan deze vrede kwam een eind toen de heks Bandora een oorlog begon met als doel de dinosaurussen uit te roeien, uit wraak omdat een dinosaurus verantwoordelijk was voor de dood van haar zoon Kai. Ze werd hierbij geholpen door Dai Satan.
Uiteindelijk waren de Shōgozyu in staat Bandora en haar helpers op te sluiten op de zwervende planeet Nemisis. Het was echter bekend dat in 170 miljoen jaar Nemisis zou terugkeren in een baan om de Aarde en dat Bandora dan zou ontsnappen. Daarom gingen de Shōgozyu, en vijf leden van de vijf koninkrijken in een soort schijndood om Bandora te bevechten wanneer ze terug zou komen.
In 1992 gebeurt het onvermijdelijke. Nemisis keert terug en twee Japanse astronauten die de planeet moesten verkennen bevrijden per ongeluk Bandora en haar helpers. De vijf krijgers ontwaken uit hun winterslaap en gaan als Zyuranger het gevecht aan met Bandora.
Later blijkt dat 170.000.000 jaar geleden er nog een zesde persoon in schijndood ging: Burai, de oudere broer van de Zyuranger leider Geki. Hij ontpopt zich in eerste instantie als een vijand van de Zyuranger.
In de finale brengt Dai Satan Bandora’s zoon Kai weer tot leven in de hoop dat dit haar er meer toe zal aanzetten de Zyuranger te verslaan. Hij bestuurt de Mecha Dora Talos in het laatste gevecht tegen de Zyuranger. Uiteindelijk slagen de Zyuranger met behulp van de sterkste Shōgozyu Kyuukyouku Daizyujin niet alleen Dora Talos, maar tegelijk ook Dai Satan te verslaan. Kai sterft ook weer. Bandora verliest haar kracht nadat ze rouwt om Kai’s dood. Dit geeft de Shōgozyu de gelegenheid om haar en haar helpers opnieuw op te sluiten, en dit keer voorgoed.

## Karakters

### Zyuranger
De Zyuranger zijn de vijf beste krijgers van de vijf oude koninkrijken.
- Yamato Tribe Prins Geki (ヤマト族プリンス·ゲキ, Yamato Zoku Purinsu Geki) / TyrannoRanger (ティラノレンジャー, TiranoRenjā):: hij was de prins van het Yamato koninkrijk, met als symbool de Tyrannosaurus. Na de dood van Burai krijgt hij diens draken harnas en wordt zo de sterkere Armed Tyranno. Hij bleek niet de echte zoon te zijn van de Yamato koning, maar geadopteerd.
- Sharma Tribe Ridder Goushi (シャーマ族ナイト·ゴウシ, Shāma Zoku Naito Gōshi) / MammothRanger (マンモスレンジャー, ManmosuRenjā): een ridder van de Sharma stam gesymoblyseerd door de mammoet. Hij is de meest serieuze van de Zyuranger. Hij had een oudere zus die vermoord is door Bandora.
- Etof Tribe ridder Dan (エトフ族ナイト·ダン, Etofu Zoku Naito Dan) / TriceraRanger (トリケラレンジャー, TorikeraRenjā): hij was een ridder van de Etof stam, met als symbool de Triceratops. Hij is zwaar onder de indruk van hedendaagse technologie, en werkte zelfs parttime om zich een computer te kunnen kopen.
- Daim Tribe Ridder Boi (ダイム族ナイト·ボーイ, Daimu Zoku Naito Boi) / TigerRanger (タイガーレンジャー, TaigāRenjā): een ridder van de Daim stam en de jongste van het team. Zijn symbool is de sabeltandtijger. Hij is het lenigste lid van het team en gespecialiseerd in stealth.
- Lycia Tribe Prinses Mei (リシヤ族プリンセス·メイ, Rishiya Zoku Purinsesu Mei) / PteraRanger (プテラレンジャー, PuteraRenjā): de enige vrouw in het Zyuranger team. Zij is prinses van de Rysha stam met als symbool de Pteranodon.
- Burai (ブライ, Burai) / DragonRanger (ドラゴンレンジャー, DoragonRenjā): de oudere broer van Geki die buiten weten van de anderen ook in schijndood ging 170.000.000 jaar geleden. In het begin haat hij Geki. Het blijkt dat Geki en Burai’s vader, de zwarte ridder van het Yamato koninkrijk, werd verbannen door de Yamato koning. De koning liet Geki blijven en adopteerde hem als troonopvolger. In een poging Geki terug te halen werd de zwarte ridder gedood door de Yamato koning. Burai zag dit en zwoer wraak. Hij stal het draken harnas en besloot Geki te doden. Uiteindelijk sluit hij vrede met de Zyuranger en helpt hen ook een tijdje. Dan blijkt dat Burai nog maar kort te leven heeft. Terwijl hij in schijndood was stortte de grot waar hij zich bevond in, en kwam hij om het leven. De Shōgozyu lietenhem weer tot leven brengen door Clotho, zij het maar voor een beperkte tijd. Wanneer Burai sterft geeft hij het draken harnas door aan Geki. Hij verschijnt aan het einde van de serie nog eenmaal als geest.

### Hulp
- Barza (不思議仙人バーザ, Fushigi Sennin Bāza): een onsterfelijke tovenaar die de Zyranger gedurende hun schijndood bewaakte. Hij runt in het heden een appartementen complex.
- Gnome (ノーム, Nōmu): een oude vriend van Barza en de enige die afwist van Burai.
- Spirit of Life Clotho (命の精霊クロト, Inochi no Seirei Kuroto): de belichaming van het leven. Hij was het die Burai weer tot leven bracht. Hij gaf hem tevens een groene kaars die aangaf hoeveel tijd hij nog te leven had.

### Vijanden
- Great Satan (大サタン, Dai Satan) (30-31, 47-50): bekend als het ultieme kwaad. Hij verschijnt als een enorm zwevend hoofd. Hij gebruikt Bandora als pion in zijn plan om de Aarde te verwoesten. Hij sterft uiteindelijk door Kyuukyouku Daizyujin.
- Witch Bandora (魔女バンドーラ, Majo Bandōra): ooit was zij koningin van de Dal stam. Toen haar zoon Kai werd gedood door een dinosaurus sloot ze een verbond met Dai Satan: haar ziel in ruil voor de kracht om haar zoon te wreken. Ze beschikt over schijnbaar ongelimiteerde magische krachten. Ze verliest haar kracht uiteindelijk wanneer ze rouwt om Kai’s tweede dood.
- Grifforzer (グリフォーザー, Guriffōzā): Bandora’s beste krijger. Hij spreekt bijna nooit.
- Lamie (ラミイ, Ramii) (19-50): een vrouwelijke krijger die tevens kan veranderen in een schorpioenachtig monster. Zij is de vrouw van Grifforzer en eveneens een van Bandora’s sterkste krijgers.
- Tottpatt (トットパット, Tottopatto): een vampier alchemist, maar niet bepaald een van Bandora’s slimste helpers.
- Bookback (ブックバック, Bukkubakku): een goblin die al Bandora’s slechte daden bijhoudt. Hij is een laffaard en niet bijster slim.
- Pleprechuan (プリプリカン, Puripurikan): hij maakt al Bandora’s monsters uit klei en brengt ze tot leven in zijn oven. Hij is zeer briljant en lijkt over elk onderwerp wel wat af te weten.
- Kai (カイ, Kai) (47-50): Bandora’s zoon die 170.000.000 jaar terug stierf door een dinosaurus (zijn eigen schuld overigens). Dai Satan brengt hem tegen het eind van de serie weer tot leven. Hij sterft opnieuw wanneer Dora Talos wordt verwoest.
- Dora Talos (ドーラタロス, Dōra Tarosu) (47-50): Bandora’s eigen Mecha, bestuurd door Kai.
- Golem Soldiers (ゴーレム兵, Gōremu Hei): Bandora’s soldaten gemaakt uit klei. Hun handen kunnen veranderen in verschillende wapens.

## Shōgozyu
De Shōgozyu (守護獣, Shugojū, vertaalt als Guardian Beasts) zijn de dinosaurus goden die 170.000.000 jaar geleden de vijf oude koninkrijken beschermden. Zij doen dienst als de mecha van de Zyuranger. Qua uiterlijk zien ze er uit als robots. Ze kunnen telepathisch communiceren met de zyurangers. De Shōgozyu zijn voor hun kracht afhankelijk van de aanwezigheid van dinosaurussen op Aarde. In het heden is de dinosauruspopulatie op Aarde echter beperkt tot twee nog niet uitgekomen eieren. Deze vormen dan ook de basis van veel afleveringen.
- Daizyujin (大獣神, Daijūjin, Great Beast God): de primaire mecha van de Zyurangers. Daizyujin werd het eerst gevormd als Beast Tank DinoTanker (獣戦車ダイノタンカー, Jūsensha Dainotankā), en toen als Daizyujin. Daizyujin heeft een eigen wil en geeft de Zyurangers dan ook geregeld opdrachten. Zijn wapens zijn het Mammoth Schild en de Dinosaur Zwaard Godhorn (恐竜剣ゴッドホーン, Kyōryū-ken Goddohōn), waarmee hij de Super Legendary Lightning Cut (超伝説雷光斬り, Chō Densetsu Raikō Kiri) uitvoert. **
  - Guardian Beast Tyrannosaurus (守護獣 ティラノザウルス, Shugojū Tiranozaurusu): de eerste van de Guardian Beast die ontwaakte. Hij is groter en sterker dan de andere primaire Guardian Beasts en kan ook eigenhandig Dora Monsters verslaan.
  - Guardian Beast ZyuMammoth (守護獣 ジューマンモス, Shugojū JūManmosu): kan ijsgas blazen dat zijn vijanden bevriest.
  - Guardian Beast Triceratops (守護獣 トリケラトプス, Shugojū Torikeratopusu): kan zijn horens afvuren om vijanden te vangen met kettingen.
  - Guardian Beast SaberTiger (守護獣 サーベルタイガー, Shugojū SāberuTaigā): de snelste van de Guardian Beasts.
  - Guardian Beast Pteranodon (守護獣 プテラノドン, Shugojū Puteranodon): de enige van de Guardian Beast die kan vliegen.
- Guardian Beast Dragon Caesar (守護獣 ドラゴンシーザー, Shugojū Doragon Shīzā): ook wel kortweg "Caesar" genoemd. De sterkste van de individuele Guardian Beasts. Hij kan zich zelfs staande houden tegen Grifforzer en Lamia. Heeft een boor aan zijn staart en kan raketten afvuren. Hij kan combineren met ZyuMammoth, Triceratops, en SaberTiger tot Gouryuujin (剛竜神, Gōryūjin, Strong Dragon God). In deze vorm is hij gewapend met de Dragon Antler (ドラゴンアントラー, Doragon Antorā) boor waarmee hij onder andere de Super Blast Dragon God Thrust (超爆裂龍神突き, Chō Bakuretsu Ryūjin Tsuki) aanval kan uitvoeren.
- Zyutei Daizyujin (獣帝大獣神, Jūtei Daijūjin, Beast Emperor Great Beast God): de combinatie van Daizyujin en Dragon Caesar. Zijn aanval is de Kaiser Burst (カイザーバースト, Kaizā Bāsuto). Zijn sterkste wapen is de Empire Attack (エンパイアアタック, Enpaia Atakku), a massive bal van energie.
- Beast Knight God King Brachion (獣騎神キングブラキオン, Jūkishin Kingu Burakion): de zevende Guardian Beast in de vorm van een Brachiosaurus. King Brachion is een meesterloze Guardian Beast. Hij heeft derhalve ook geen piloot nodig. Kan veranderen in de Super Beast Tank King Tanker (超獣戦車キングタンカー, Chō Jūsensha Kingu Tankā) waarin hij dienstdoet als transport voor de andere Guardian Beasts.
- Ultimate Daizyujin (究極大獣神, Kyūkyoku Daijūjin, Ultimate Great Beast God): de combinatie van Zyutei Daizyujin en King Tanker. Dit is de originele vorm van de Shōgozyu. Zijn aanval is de Gran Punisher (グランパニッシャー, Guran Panisshā), een massieve energieaanval die zelfs sterk genoeg was om Dai Satan te verslaan.

## Trivia
- Bandora’s naam is afgeleid van Pandora.
- Hoewel Zyuranger dinosaurussen als thema heeft, hebben maar drie van de zes Zyurangers daadwerkelijk een Shōgozyu mecha die gebaseerd is op een dinosaurus.
- Dragon Caesar is gebaseerd op Godzilla
- Zyuranger was de eerste Sentai met een vast zesde teamlid.

## Afleveringen
1. The Birth (誕生 Tanjō)
2. The Rebirth! (復活 Fukkatsu)
3. Fight! Land of despair (戦え絶望の大地 Ikusa e Zetsubō no Daichi)
4. Revive, Legendary Weapons (甦れ伝説の武器 Yomigaere Densetsu no Buki)
5. Sca~ry Riddles (怖～いナゾナゾ Kowa~i Nazonazo)
6. Stand!! Daizyujin (立て!! 大獣神 Tate!! Daijūjin)
7. I Can See, I Can See (みえる、みえる Mieru, Mieru)
8. Fear! The Abrupt Eater (恐怖! 瞬間喰い Kyōfu! Shunkan Tabei)
9. Run! Prince of Eggs (走れタマゴ王子 Hashire Tamago Ōji)
10. No More Monkeys! (猿はもうイヤ! Saru wa Mou Iya!)
11. Husband! (ご主人さま! Goshujin-sama)
12. Papa's a Vampire!? (パパは吸血鬼!? Papa wa Kyūketsuki!?)
13. Fire! The Golden Arrow (射て! 黄金の矢 Ire! Ōgon no Ya)
14. Becoome Small! (小さくなァれ! Chiisaku Naare!)
15. Destroy! The Dark Super Sword (破れ! 暗黒超剣 Yabure! Ankoku Chō Ken)
16. The Great Sneeze Plot (クシャミ大作戦 Kushami Dai Sakusen)
17. The Sixth Hero (六人目の英雄 Rokuninme no Eiyū)
18. The Brothers' Sword of Hatred (憎しみの兄弟剣 Nikushimi no Kyōdai Ken)
19. Female Warrior Scorpion! (女戦士サソリ! Onna Senshi Sasori!)
20. Daizyujin's Last Day (大獣神最期の日 Daijūjin Saigo no Hi)
21. The Guardian Beast's Great Riot (守護獣大あばれ Shugojū Dai Abare)
22. Combine! Gouryuujin (合体! 剛龍神 Gattai! Gōryūjin)
23. I Like, Like the Super Miracle Ball (好きすき超魔球 Suki Suki Chō Makyū)
24. Turtles Forever (カメでまんねん Kame de Mannen)
25. The Park Where Demons Dwell (悪魔のすむ公園 Akuma no Sumu Kōen)
26. Together Spirits in Shaved Ice (カキ氷にご用心 Kakigōri ni Goyō Kokoro)
27. I Want to Eat Mei (メイを食べたい Mei o Tabetai)
28. Great Upgrade! Clay Monsters (大改造! 粘土獣 Dai Kaizō! Nengo Jū)
29. A Mystery!? The Attacking Beast Knight God (謎!? 襲う獣騎神 Nazo!? Osō Jūkishin)
30. Satan Comes!! (サタンが来る!! Satan ga Kuru!!)
31. Reborn! The Ultimate God (復活! 究極の神 Fukkatsu! Kyūkyoku no Kami)
32. Geki! Kill Your Tears (ゲキよ涙を斬れ Geki yo Namida o Kire)
33. Teach Me! The Jewel of Bravery (教えて! 勇気玉 Oshiete! Yūki Tama)
34. Burai Lives! (ブライ生きて! Burai Ikite!)
35. Ninja Warrior, Boi (忍者戦士ボーイ Ninja Senshi Bōi)
36. Smash It! The Mirror of Death (くだけ! 死の鏡 Kudake! Shi no Kagami)
37. A Dinosaur is Born (恐竜が生まれる Kyōryū ga Umareru)
38. Princess Mei's Seven Metamorphoses (メイ姫七変化!! Mei-hime Shichi Henka)
39. Tears of a Subterranean Beast (地底獣の涙… Chitei Jū no Namida)
40. Burai's Departure of Death (ブライ死の出発 Burai Shi no Shuppatsu)
41. Blaze, Burai!! (燃えよブライ! Moe yo Burai!)
42. Burai Dies... (ブライ死す… Burai Shisu...)
43. Live Again! Zyusouken (甦れ! 獣奏剣 Yomigaere! Jūsōken)
44. Swordswoman! Japan's Best (女剣士! 日本一 Onna Kenshi! Nihon'ichi)
45. Dumbass Boys (バカヤロー少年 Bakayarō Shōnen)
46. Presenting! The Vicious Squadron (参上! 凶悪戦隊 Sanjō! Kyōaku Sentai)
47. Break in! The Final Deciding Battle (突入! 最終決戦 Totsunyū! Saishū Kessen)
48. The Son from the Dark (闇からの息子 Yama Kara no Musuki)
49. The Gods Lost!! (神が負けた!! Kami ga Maketa!!)
50. Long Live the Dinosaurs (恐竜万歳 Kyōryū Banzai)